# Fuck the System
Albums de The Exploited
Beat the Bastards
Fuck the System est le huitième album du groupe de punk rock britannique The Exploited, sorti en 2003 sur le label Dream Catcher. Cette fois, ce n'est plus Colin Richardson qui s'est chargé de la production, mais Simon Efemey et Russ Russell.

## Composition du groupe
- Wattie Buchan : chant
- Gogs (sous le pseudonyme de Robbie) : guitare
- Mikie : basse
- Willie Buchan : batterie

## Liste des titres
1. Fuck the System - 4:15
2. Fucking Liar - 2:34
3. Holiday in the Sun - 2:24
4. You're a Fucking Bastard - 2:38
5. Lie to Mie - 2:16
6. There is no Point - 2:05
7. Never Sell Out - 2:35
8. Noize Annoys - 2:06
9. I Never Changed - 1:58
10. Why Are You Doing This to Me? - 2:25
11. Chaos is my Life - 2:11
12. Violent Society - 2:14
13. Was it Me? - 4:32

## Homonymie
Fuck the System est aussi un morceau du groupe System of a Down paru sur l'album Steal This Album!.